# Colgar peracuta
Colgar peracuta är en insektsart som först beskrevs av Walker 1858.  Colgar peracuta ingår i släktet Colgar och familjen Flatidae. Inga underarter finns listade i Catalogue of Life.